# Peter, Paul and Mary

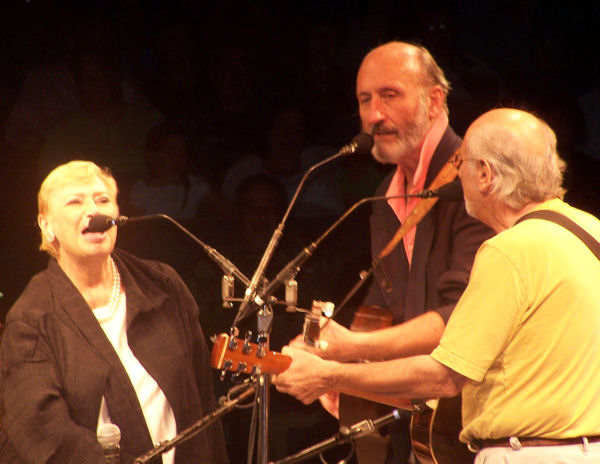
V. l. n. r.: Mary Travers, Noel „Paul“ Stookey und Peter Yarrow

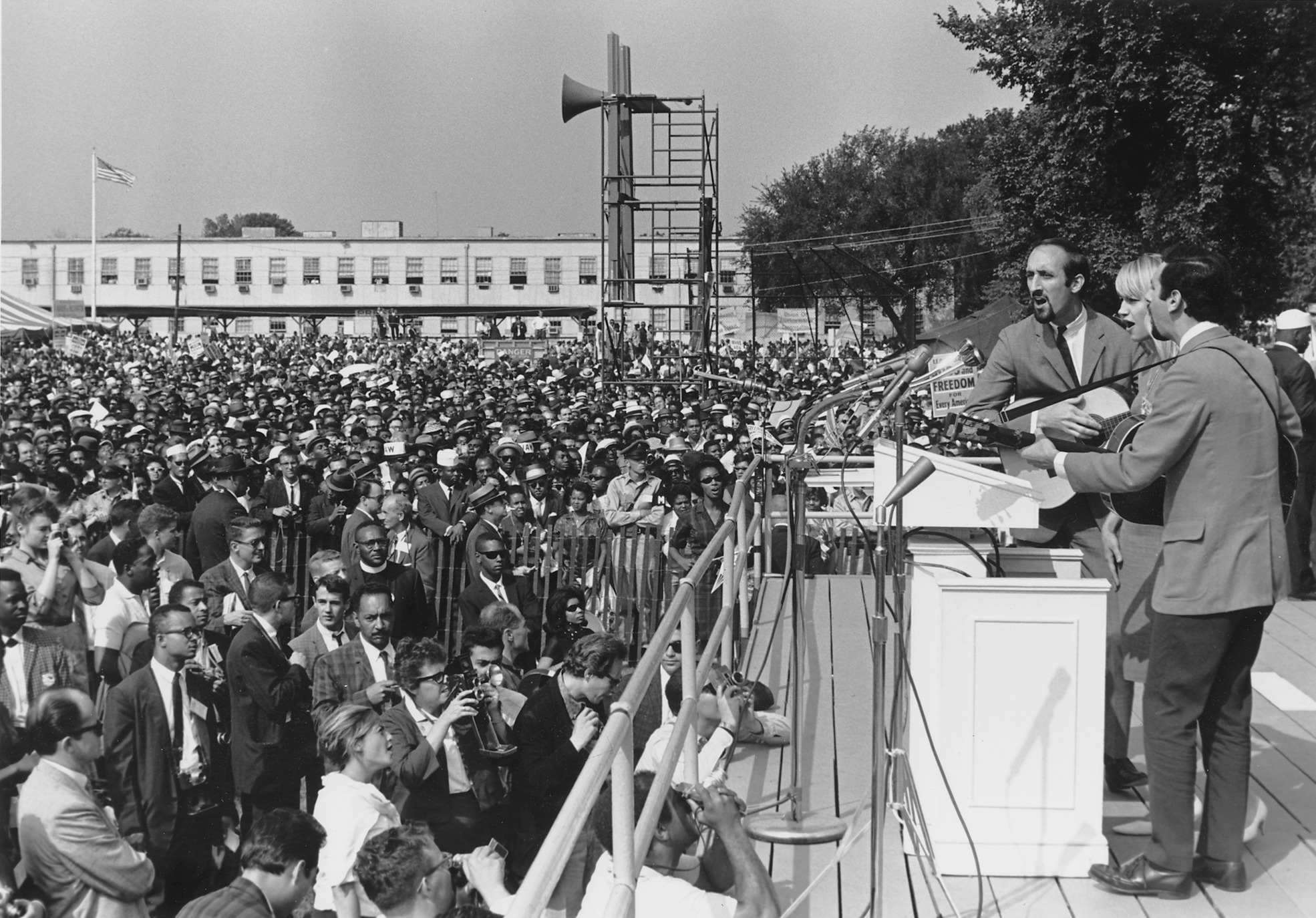
Das Trio vor dem Marsch auf Washington für Arbeit und Freiheit am 28. August 1963

Peter, Paul and Mary waren eine US-amerikanische Folk-Gruppe, die vor allem in den 1960er Jahren erfolgreich war. Das Trio, bestehend aus Peter Yarrow (1938–2025), Noel „Paul“ Stookey (* 1937) und Mary Travers (1936–2009) wurde zu einer der erfolgreichsten Formationen des Genres.

## Bandgeschichte
Die Gruppe wurde von dem Impresario Albert Grossman ins Leben gerufen. Er wollte eine Folk-Supergruppe schaffen, indem er „eine große Blonde“ (Travers), „einen komischen Typ“ (Stookey) und einen „gutaussehenden Kerl“ (Yarrow) zusammenbrachte; ihr erster Auftritt fand 1961 im Café Bitter End in New Yorks Greenwich Village statt, einem beliebten Ort für Folk-Musik-Konzerte. Im darauffolgenden Jahr nahm das Trio sein erstes Album Peter, Paul and Mary auf - es erreichte als eines der wenigen Folk-Alben überhaupt Platz eins der Billboard 200.
Bis 1963 hatten Peter, Paul and Mary drei LPs produziert und ihren äußerst erfolgreichen Song Puff, the Magic Dragon herausgebracht, den Yarrow 1958 geschrieben hatte. Ein weiterer Hit war ihre Version von If I Had a Hammer (von Lee Hays/Pete Seeger), die sie auch beim Marsch auf Washington für Arbeit und Freiheit sangen, auf dem Martin Luther King seine berühmte Rede I Have a Dream hielt.
Nach ihrem dortigen Auftritt zählte die Gruppe in den folgenden Jahren zu den bekanntesten Vertretern der Bürgerrechtsbewegung und engagierte sich auch für andere soziale Fragen. Ihr größter Erfolg war Bob Dylans Song Blowin’ in the Wind, der auch international die Hitlisten eroberte – keine Single von Warner Bros. Records hat sich je so schnell verkauft. Auch andere Titel von Bob Dylan, Autor vieler Protestsongs der 68er-Bewegung, gehörten zu ihrem Repertoire, zum Beispiel The Times They Are A-Changin' und When the Ship Comes In. Ihr späterer Nummer-eins-Hit Leaving on a Jet Plane wurde von dem damals noch unbekannten John Denver geschrieben.
Später versuchten die Gruppenmitglieder es mit Solokarrieren, aber keiner hatte auch nur annähernd den Erfolg, den sie zusammen gehabt hatten. Allerdings wurde Stookeys The Wedding Song (There Is Love), den er 1971 für Yarrows Trauung mit Marybeth McCarthy, einer Nichte des Senators Eugene McCarthy geschrieben hatte, zu einem Standardsong für Hochzeiten. Ab 1978, als die Gruppe anlässlich eines Protests gegen Atomkraft für ein Benefizkonzert wieder zusammenfand, trat das Trio wieder gemeinsam auf und brachte einige neue Alben heraus. 1999 wurde die Gruppe in die Vocal Group Hall of Fame aufgenommen. 
Mary Travers erkrankte 2004 an Leukämie und starb im September 2009 im Alter von 72 Jahren. Im Januar 2025 starb Peter Yarrow mit 86 Jahren.

## Besetzung
- Peter Yarrow: Gitarre, Gesang (Tenor)
- Noel „Paul“ Stookey: Gitarre, Gesang (Bariton)
- Mary Travers: Gesang (Mezzosopran)[1]

## Diskografie

### Alben
| Jahr | Titel                          | Höchstplatzierung, Gesamtwochen, AuszeichnungChartsChartplatzierungen (Jahr, Titel, Platzierungen, Wochen, Auszeichnungen, Anmerkungen) | Anmerkungen |
| Jahr | Titel                          | US | Anmerkungen |
| ---- | ------------------------------ | --- | ----------- |
| 1962 | Peter, Paul And Mary           | US1 ×2Doppelplatin · (117 Wo.)US |             |
| 1963 | Moving                         | US4 Gold · (69 Wo.)US |             |
| 1963 | In the Wind                    | US1 Gold · (80 Wo.)US |             |
| 1964 | In Concert                     | US4 Gold · (43 Wo.)US |             |
| 1965 | A Song Will Rise               | US8 Gold · (38 Wo.)US |             |
| 1965 | See What Tomorrow Brings       | US11 Gold · (39 Wo.)US |             |
| 1966 | The Peter, Paul and Mary Album | US22 (53 Wo.)US |             |
| 1967 | Album 1700                     | US15 Platin · (82 Wo.)US |             |
| 1968 | Late Again                     | US14 (22 Wo.)US |             |
| 1969 | Peter, Paul & Mommy            | US12 Gold · (25 Wo.)US |             |
| 1970 | Ten Years Together             | US15 ×2Doppelplatin · (40 Wo.)US |             |
| 1978 | Reunion                        | US106 (7 Wo.)US |             |
| 1986 | No Easy Walk To Freedom        | US173 (5 Wo.)US |             |

Weitere Alben
- 1967: In Japan
- 1983: Such Is Love
- 1988: A Holiday Celebration
- 1990: Flowers and Stones
- 1993: Peter Paul & Mommy Too
- 1995: PP M& (LifeLines)
- 1996: Lifelines Live
- 1998: Around the Campfire
- 1998: The Collection – Reader’s Digest Special Release
- 1999: Songs of Conscience and Concern
- 2004: In These Times
- 2004: Carry It On

### Singles
| Jahr | Titel Album                                                | Höchstplatzierung, Gesamtwochen, AuszeichnungChartplatzierungen (Jahr, Titel, Album, Platzierungen, Wochen, Auszeichnungen, Anmerkungen) | Höchstplatzierung, Gesamtwochen, AuszeichnungChartplatzierungen (Jahr, Titel, Album, Platzierungen, Wochen, Auszeichnungen, Anmerkungen) | Höchstplatzierung, Gesamtwochen, AuszeichnungChartplatzierungen (Jahr, Titel, Album, Platzierungen, Wochen, Auszeichnungen, Anmerkungen) | Anmerkungen |
| Jahr | Titel Album                                                | DE | UK | US | Anmerkungen |
| ---- | ---------------------------------------------------------- | --- | --- | --- | ----------- |
| 1962 | Lemon Tree Peter, Paul and Mary                            | — | — | US35 (8 Wo.)US |             |
| 1962 | If I Had A Hammer (The Hammer Song) Peter, Paul and Mary   | — | — | US10 (12 Wo.)US |             |
| 1962 | Big Boat Moving                                            | — | — | US93 (2 Wo.)US |             |
| 1963 | Settle Down (Goin’ Down That Highway) Moving               | — | — | US56 (6 Wo.)US |             |
| 1963 | Puff (The Magic Dragon) Moving                             | — | — | US2 (14 Wo.)US |             |
| 1963 | Blowing In The Wind In the Wind                            | DE32 (1 Wo.)DE | UK13 (16 Wo.)UK | US2 (15 Wo.)US |             |
| 1963 | Don’t Think Twice, It’s All Right In the Wind              | — | — | US9 (10 Wo.)US |             |
| 1963 | Stewball In the Wind                                       | — | — | US35 (7 Wo.)US |             |
| 1964 | Tell It On The Mountain –                                  | — | UK33 (4 Wo.)UK | US33 (7 Wo.)US |             |
| 1964 | Oh, Rock My Soul (Part I) In Concert                       | — | — | US93 (3 Wo.)US |             |
| 1964 | The Times They are A-Changin’ –                            | — | UK44 (2 Wo.)UK | — |             |
| 1965 | For Lovin’ Me A Song Will Rise                             | — | — | US30 (7 Wo.)US |             |
| 1965 | When The Ship Comes In A Song Will Rise                    | — | — | US91 (3 Wo.)US |             |
| 1965 | Early Morning Rain See What Tomorrow Brings                | — | — | US91 (3 Wo.)US |             |
| 1966 | The Cruel War The Peter, Paul and Mary Album               | — | — | US52 (5 Wo.)US |             |
| 1966 | The Other Side Of This Life The Peter, Paul and Mary Album | — | — | US100 (1 Wo.)US |             |
| 1967 | I Dig Rock and Roll Music Album 1700                       | — | — | US9 (11 Wo.)US |             |
| 1967 | Too Much of Nothing Late Again                             | — | — | US35 (7 Wo.)US |             |
| 1969 | Day is Done Peter, Paul and Mommy                          | — | — | US21 (10 Wo.)US |             |
| 1969 | Leaving on a Jet Plane Album 1700                          | — | UK2 (16 Wo.)UK | US1 Gold · (17 Wo.)US |             |

## Auszeichnungen für Musikverkäufe
| Goldene Schallplatte - Australien - 2006: für das Album The Very Best Of Peter, Paul & Mary |

Anmerkung: Auszeichnungen in Ländern aus den Charttabellen bzw. Chartboxen sind in ebendiesen zu finden.
| Land/RegionAuszeichnungen für Musikverkäufe (Land/Region, Auszeichnungen, Verkäufe, Quellen) | Gold     | Platin     | Verkäufe  | Quellen     |
| -------------------------------------------------------------------------------------------- | -------- | ---------- | --------- | ----------- |
| Australien (ARIA)                                                                            | Gold1    | —          | 35.000    | aria.com.au |
| Vereinigte Staaten (RIAA)                                                                    | 7× Gold7 | 5× Platin5 | 9.000.000 | riaa.com    |
| Insgesamt                                                                                    | 8× Gold8 | 5× Platin5 |           |             |